# Poa granitica
Poa granitica là một loài thực vật có hoa trong họ Hòa thảo. Loài này được Braun-Blanq. miêu tả khoa học đầu tiên năm 1929.